# Berylloniet
Het mineraal berylloniet is een zeldzaam secundair natrium-beryllium-fosfaat, met de chemische formule NaBePO4. Beryllonietkristallen zijn kleurloos tot lichtgeel en hebben een monokliene structuur. Het komt voor als massieve eenheden, die meestal op een matrix van pegmatiet zitten.
Het mineraal is noch magnetisch, noch radioactief.

## Naamgeving en ontdekking
Berylloniet is genoemd naar zijn samenstelling: het bevat het metaal beryllium. Het mineraal werd in 1888 ontdekt door James Dwight Dana in Stoneham, een stad in de Amerikaanse staat Maine.